# Ichneumon ruttneri
Ichneumon ruttneri là một loài tò vò trong họ Ichneumonidae.